# Platycythara elata
Platycythara elata é uma espécie de gastrópode do gênero Platycythara, pertencente à família Mangeliidae.